# پسر بد (فیلم ۲۰۰۱)
پسر بد (کره‌ای: 나쁜 남자) فیلمی محصول سال ۲۰۰۱ کره جنوبی به کارگردانی کیم کی دوک دربارهٔ مردی است که زنی را به دام فحشا می‌اندازد و سپس از او محافظت می‌کند. بازیگران فیلم چو جائه هیون، چوی دئوک-مون و نام گونگ مین هستند

## جوایز
| سال  | جشنواره                      | بخش                   | نامزدی     | نتیجه    | جایزه     |
| ---- | ---------------------------- | --------------------- | ---------- | -------- | --------- |
| ۲۰۰۱ | جشنواره فیلم بوسان کره جنوبی | جایزه نت‌پک            | کیم کی دوک | برنده    |           |
| ۲۰۰۲ | جشنواره بین‌المللی فیلم برلین | بهترین فیلم           | کیم کی دوک | نامزدشده | خرس طلایی |
| ۲۰۰۲ | جایزه ناقوس بزرگ کره جنوبی   | بهترین بازیگر زن جدید | وون سئو    | برنده    |           |